# Nikon D7100
La Nikon D7100 è una fotocamera DSLR a pentaprisma della Nikon annunciata ufficialmente il 21 febbraio 2013. 

## Caratteristiche tecniche
Possiede un sensore DX da 24,1 MP, uno schermo 3,2" ad alta risoluzione come la D800, gamma ISO da 100 a 6400 con possibilità di arrivare fino a 25600. Con questa fotocamera è possibile registrare video Full HD 1,920 x 1,080 fino a 60 fps (in modalità crop 1,3x) o fino a 30 in modalità normale.
 
La fotocamera possiede un motore di messa a fuoco interno e la ghiera di accoppiamento Auto Indexing (ai), così è possibile utilizzare tutti gli obiettivi a baionetta F, con l'unica esclusione dei pre AI non modificati.
È la prima reflex digitale di fascia consumer ad utilizzare un sistema AF in grado di funzionare con obiettivi fino a f/8, l'autofocus vanta 51 punti di messa a fuoco di cui 15 a croce. Include un pop-up flash con NG 12 (ISO 100, 20 °C).
Come avvenuto per la D7000, è una reflex digitale Nikon DX di fascia consumer in grado di salvare file raw a 14 bit di profondità colore (come accade per i modelli professionali di fascia DX D300 e D300s).
È la prima reflex Nikon digitale di fascia consumer senza filtro ottico passa-basso quindi priva di qualsivoglia filtro AA (anti-Aliasing), tale tecnologia permette di avere immagini più nitide rispetto a quelle ottenibili con un sensore dotato di filtro passa-basso (low-pass), una macchina simile è la D800E, ma questa possiede un filtro ottico passa basso anche se privo di proprietà di anti-aliasing.